# Torre El Recreo (Caracas)
La Torre El Recreo es un rascacielos de 125 metros y 28 pisos de altura, ubicado en la Avenida Casanova en la Parroquia El Recreo de Caracas, la capital de Venezuela. 

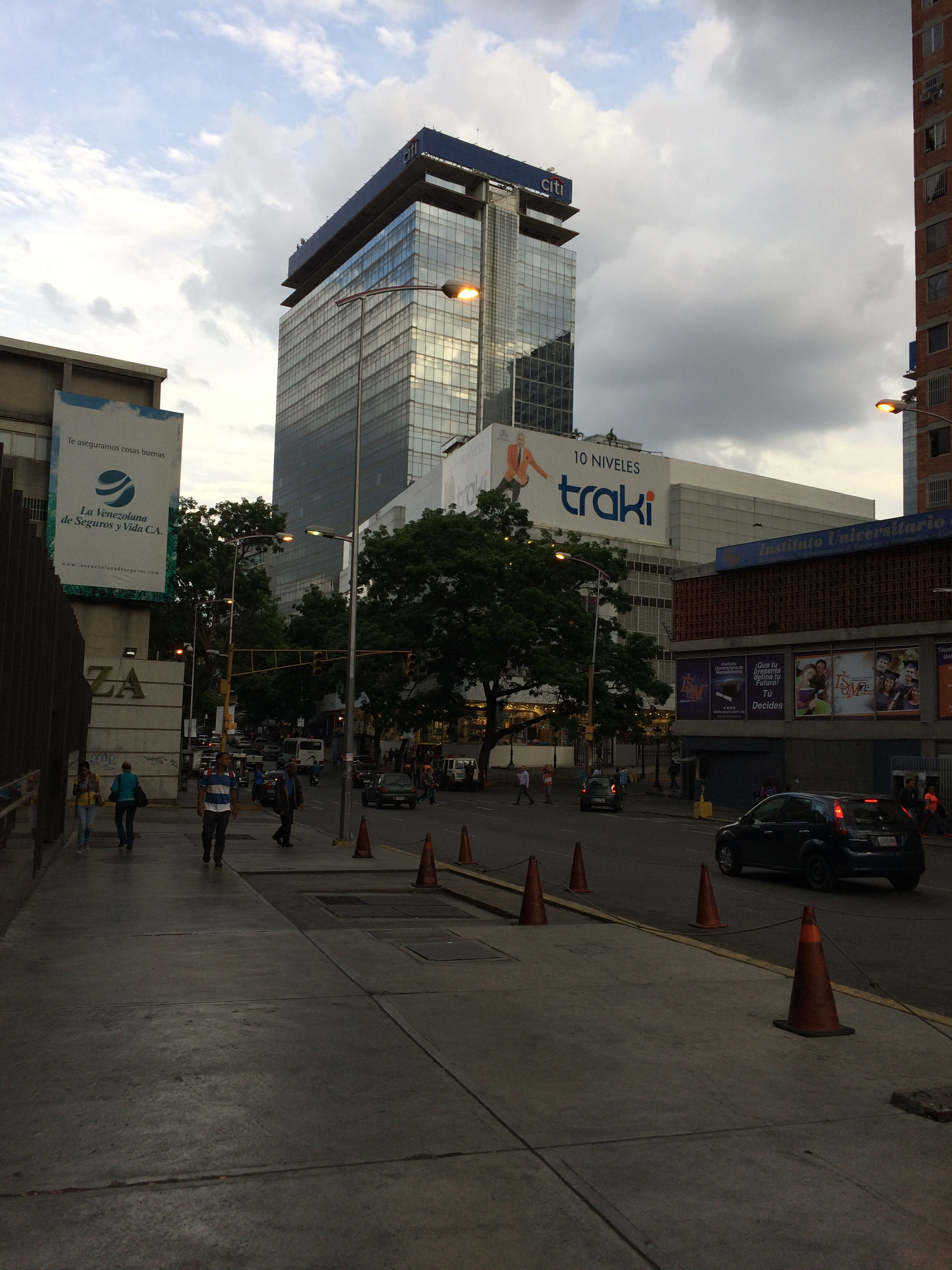
Torre el Recreo junto con la tienda Traki

Junto con la Torre Movilnet son las Torres Gemelas del Centro Comercial El Recreo, siendo llamada la Torre Norte.
Su diseño es sobrio, una planta rectangular ancha hasta el nivel superior sin ningún ángulo llamativo, sin embargo su fachada acristalada le da un toque muy moderno que se hace interesante a la vista, al igual que su torre hermana. 